# Dissidência científica contra o darwinismo
Dissidência Científica Contra o Darwinismo é o título de uma declaração do Discovery Institute  lançado através de uma publicação em 2001 para contestar a validade científica da teoria da evolução. A declaração, qual um manifesto, foi assinada inicialmente por quinhentos cientistas de variadas áreas: ciências biológicas, física, química, matemática, medicina, ciência da computação e disciplinas relacionadas. Todos possuem doutorado e a maior proporção é de biólogos.
Muitos são professores ou pesquisadores em importantes universidades e instituições de pesquisas, tais como: o MIT; o Instituto Smithsoniano; a Universidade de Cambridge; a Universidade da Califórnia, em Los Angeles; a Universidade da Califórnia, em Berkeley; a Universidade de Princeton; a Universidade da Pensilvânia; a Universidade Estadual de Ohio; a Universidade da Geórgia; e a Universidade de Washington.
Essa declaração foi uma reação a um documentário de televisão (Evolution, produzida pela Public Broadcasting Services (PBS) e pela Scientific American) que afirmava ser impossível um cientista sério duvidar da teoria de Charles Darwin. Em 27 de julho de 2007, a lista contava com 748 assinaturas de acadêmicos e doutores.
Nas palavras do manifesto:
| “ | Somos céticos das afirmações defendendo a capacidade da mutação casual e seleção natural para explicar a complexidade da vida. Deve-se incentivar um exame cuidadoso da evidência em prol da teoria darwiniana. | ” |

Como resposta, o arqueólogo R. Joe Brandon iniciou  em 2005 um movimento pró-darwinismo. Embora, como se vê, sejam um grupo minoritário, os dissidentes representam o pensamento de que a vida na Terra não necessariamente se desenvolveu por mecanismos aleatórios e na forma de sucessivas espécies; alguns destes estudiosos tornaram-se adeptos da teoria do Design Inteligente, movimento de resposta ao naturalismo filosófico e às ideias darwinistas.